# Japanese Agricultural Standards
Pour les articles homonymes, voir JAS.
Les standards japonais de l'agriculture, « Japanese Agricultural Standards », sont un ensemble de règles sur la qualité et les méthodes de productions des produits agricoles au Japon. Le suivi de ces standards permet d'utiliser un des 4 logos disponibles pour la commercialisation des produits ; JAS, Specific JAS, Organic JAS et JAS for Production Information.

## Organic JAS

Logo Organic JAS

Les produits issus de l'agriculture biologique japonaise sont soumis à un ensemble de règles spécifiques, qui si elles sont suivies permettent l'obtention d'une certification donnant droit à l'utilisation du logo « Organic JAS ». La certification 